# Hama (pokrajina)
Pokrajina Hama (arap. مُحافظة حماة / ALA-LC: Muḥāfaẓat Ḥamā) je jedna od 14 sirijskih pokrajina. Nalazi se u središnjem zapadnom dijelu države, a graniči s pokrajinama Idlib i Alep na sjeveru, Raqqa na istoku, Homs na jugu, te Tartus and Latakija na zapadu. Ovo je jedina pokrajina, osim Damaska, koja ne graniči s nijednom susjednom državom. Površina pokrajine je, ovisno o izvoru, 8.844 km² odnosno 8.883 km². Glavni grad pokrajine je Hama.

## Okruzi i nahije
Pokrajina je podijeljena u 5 okruga i 22 nahije (u zagradama je broj nahija u okrugu):
- Okrug Al-Suqaylabiyah (5)
  - Nahija Al-Suqaylabiyah
  - Nahija Tell Salhab
  - Nahija Al-Ziyarah
  - Nahija Shathah
  - Nahija Qalaat al-Madiq
- Okrug Hama (4)
  - Nahija Hama
  - Nahija Suran
  - Nahija Hirbnafsah
  - Nahija Al-Hamraa
- Okrug Masyaf (5)
  - Nahija Masyaf
  - Nahija Jubb Ramlah
  - Nahija Awj
  - Nahija Ayn Halaqim
  - Nahija Wadi al-Uyun
- Okrug Mahardah (3)
  - Nahija Mahardah
  - Nahija Kafr Zita
  - Nahija Karnaz
- Okrug Salamiyah (5)
  - Nahija Salamiyah
  - Nahija Barri Sharqi
  - Nahija Al-Saan
  - Nahija Sabburah
  - Nahija Uqayribat

## Demografija
Po popisu iz 2004., u pokrajini je živjelo 1.385.000 stanovnika. Procjena iz 2011 daje broj od 1.628.000 stanovnika, no u međuvremeno je izbio rat i brojevi su danas bitno drugačiji.
Suniti čine većinu od 61% stanovnika, a slijede ih alaviti (19%), ismailije (12%), kršćani (7%) i šijiti (1%).

## Vanjske poveznice
- (engl.) The First Complete website for hama news and services